# 13 février 1964
Le jeudi 13 février 1964 est le 44e jour de l'année 1964.

## Naissances
- Are Nakkim, athlète norvégien
- Arnie Beyeler, instructeur de premier but des Red Sox de Boston
- Don Mattrick, dirigeant d'entreprise américain
- Erkka Petäjä, joueur de football finlandais
- Farid Khodja, chanteur algérien
- Jonny Hector, joueur d'échecs suédois
- Laurence Jarousse, photographe française
- Nicoletta Elmi, actrice italienne
- Pierre Bottero (mort le 8 novembre 2009), écrivain français
- Stephen Gerard Bowen, astronaute de la NASA
- Yamantaka Eye, chanteur japonais
- Ylva Johansson, personnalité politique suédoise

## Décès
- Arthur Upfield (né le 1er septembre 1890), écrivain britannique
- Auguste Labouret (né le 20 mars 1871), peintre de vitraux et mosaïste français
- Georges Millandy (né le 1er août 1870), parolier français
- Giuseppe Pinot-Gallizio (né le 12 février 1902), peintre italien
- Jakob Brendel (né le 18 septembre 1907), lutteur allemand spécialiste de la lutte gréco-romaine
- Patrick Ryan (né le 4 janvier 1881), athlète américain, d'origine irlandaise, spécialiste du lancer de marteau
- Paulino Alcántara (né le 7 octobre 1896), footballeur espagnol
- Virgilio Rodríguez Macal (né le 28 juin 1916), écrivain guatémaltèque
- Werner Heyde (né le 25 avril 1902), psychiatre allemand

## Événements
- Création de la localité d'Emmonak en Alaska